# Людвінув (Мінський повіт)
Людвінув (пол. Ludwinów) — село в Польщі, у гміні Якубув Мінського повіту Мазовецького воєводства.
Населення — 191 особа (2011).
У 1975-1998 роках село належало до Седлецького воєводства.

## Демографія
Демографічна структура станом на 31 березня 2011 року:
|          | Загалом | Допрацездатний вік | Працездатний вік | Постпрацездатний вік |
| -------- | ------- | ------------------ | ---------------- | -------------------- |
| Чоловіки | 105     | 17                 | 71               | 17                   |
| Жінки    | 86      | 13                 | 47               | 26                   |
| Разом    | 191     | 30                 | 118              | 43                   |